# Rakonca (település)
Rakonca (szlovákul: Rykynčice) község Szlovákiában, a Besztercebányai kerületben, a Korponai járásban. Alsó- és Felsőrakonca egyesítésével jött létre.

## Fekvése
Korponától 20 km-re délnyugatra, a Korpona patak partján található. Délről Palást, északról Méznevelő határolja.

## Története
Nevének jelentése: rakonca = szekér tartozék.
A mai község helyén eredetileg két falu volt: Alsó- és Felsőrakonca.
Alsórakoncát 1279-ben említik először, ekkor részben királyi birtok, részben a Szent István keresztesek birtoka. 1281-ben a Rakonczay családé, ekkor "Rakanza" néven említik. A 16. századtól a bozóki premontrei prépostságé. 1715-ben a falunak malma, szőlészete és 81 háztartása volt. A 18. századtól a Koháry-Coburg családé. 1828-ban 107 házában 644 lakos élt. Lakói főként mezőgazdasággal foglalkoztak.
Felsőrakonca 1422-ben "Felsewrakancha" néven bukkan fel először. 1497-ben "Felseu Rakoncza" alakban szerepel. Rákóczi István, később a Palásthy család, majd a 18. század végén a Koháryak és Coburgok birtoka. 1715-ben 22 adózó háztartása volt. 1828-ban 58 házában 350 lakos élt.
Vályi András szerint „Alsó, és Felső Rakoncza, Rakinczicze. Két tót falu Hont Vármegyében. Alsónak földes Urai több Uraságok; Felsőnek pedig Nedeczky Úr; Felső Rakoncza az Alsónak filiája, lakosai katolikusok, és evangélikusok, fekszenek egymástól nem meszsze, határjaik középszerűek, szőlőhegyeik tágasak, fájok sem igen van, legelőjök szoros, piatzok Korponán, második osztálybéliek.”
Fényes Elek szerint „Alsó-Rakoncza, Rekinicze, tót falu, Honth vmegyében, a Korpona mellett: 519 kath., 4 evang. lak. Kath. paroch. templom. Vendégfogadó. Vizimalom. Bortermesztés. F. u. a bozóki uradalom. Ut. p. Selmecz.”
"Felső-Rakoncza, tót falu, Honth vmegyében, 22 kath., 338 ev. lak. Evang. templom. F. u. h. Coburg."
A trianoni békeszerződésig mindkét település Hont vármegye Ipolysági járásához tartozott.
A két településrészt 1964-ben egyesítették.

## Népessége
| Év:            | 1994. | 2004.    | 2014.    | 2024.   |
| -------------- | ----- | -------- | -------- | ------- |
| Emberek száma: | 422   | 338      | 283      | 262     |
| Eltérés:       |       | -19,90 % | -16,27 % | -7,42 % |

| Év:            | 2023. | 2024.   |
| -------------- | ----- | ------- |
| Emberek száma: | 267   | 262     |
| Eltérés:       |       | -1,87 % |

1910-ben Alsórakoncának 578, Felsőrakoncának 289, túlnyomórészt szlovák anyanyelvű lakosa volt.
2001-ben 369 lakosából 366 szlovák volt.
2011-ben 313 lakosából 296 szlovák volt.

## Nevezetességei

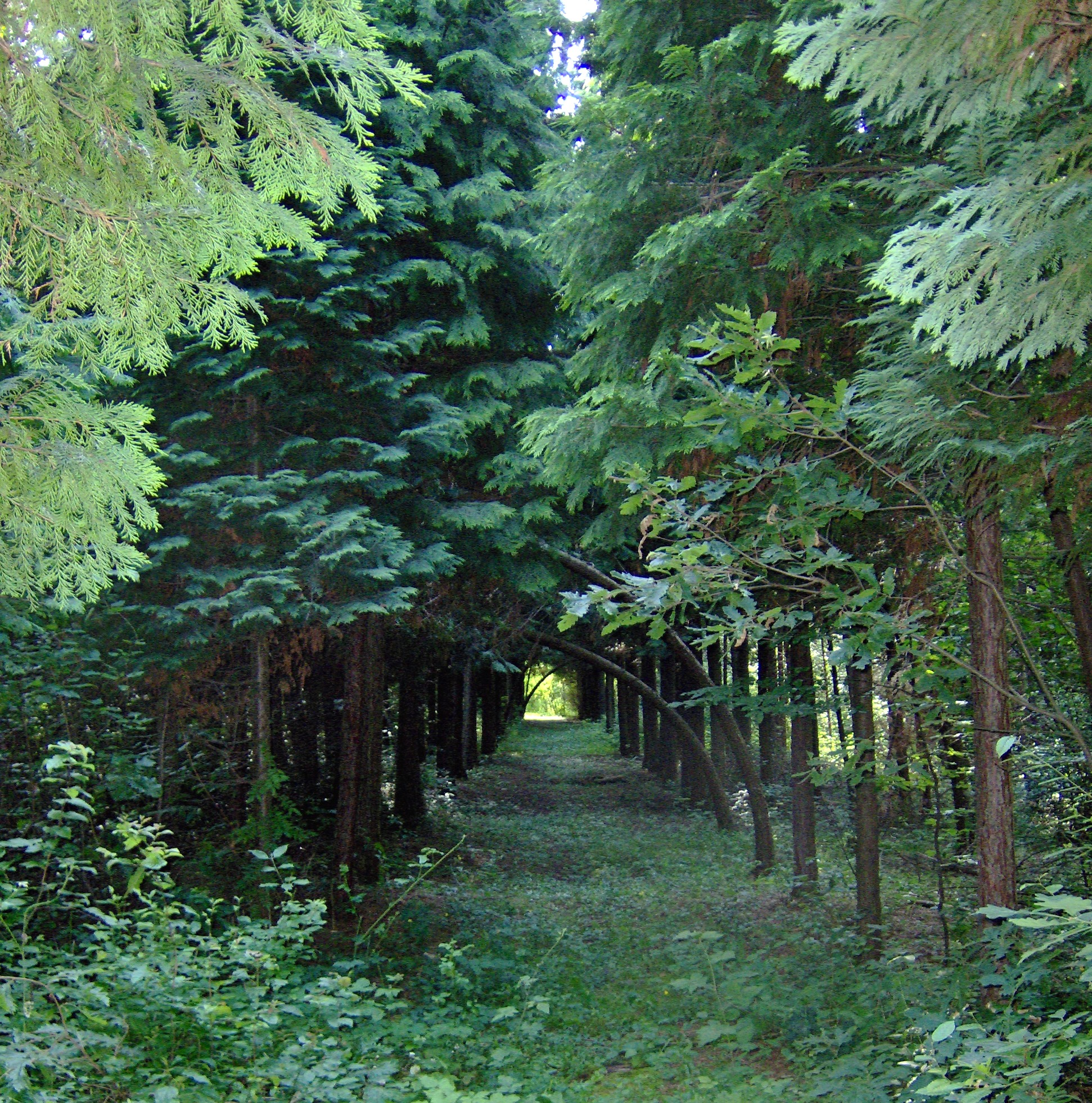
Arborétum

- Alsórakonca római katolikus temploma 1788-ban épült, 1821-ben megújították.
- Evangélikus temploma 1794-ben épült a korábbi, 1732-ben épített fatemplom helyett.
- Alsórakoncai arborétum (Felatya).

## Neves személyek
- Itt született 1742-ben Janovszky Pál ágostai evangélikus tanító.
- Felsőrakoncán született 1814-ben Karol Raphanides zeneszerző és 1822-ben Ján Rotarides költő.
- Felsőrakoncán született 1858-ban Krupec István evangélikus egyházi író.
- Itt élt és alkotott Bohuslav Tablic költő és történész.
- Felsőrakoncán volt evangélikus lelkész Matuska József táblabíró, a selyemhernyó tenyésztés országos hírű szakértője, szakíró.

## Külső hivatkozások
- Községinfó
- Rakonca Szlovákia térképén[halott link]
- Regionhont.sk
- E-obce.sk Archiválva 2008. február 7-i dátummal a Wayback Machine-ben